# Giovanni V di Alessandria (copto)
Papa Giovanni V di Alessandria (Egitto, ... – Egitto, 29 aprile 1166) è stato un vescovo cristiano orientale egiziano, 72º Papa della Chiesa ortodossa copta dal 25 agosto 1147 alla sua morte.
Fu inizialmente un monaco nel monastero di San Giovanni il nano a Scetes. Fu incoronato Papa di Alessandria nel secondo giorno di Pi Kogi Enavot, 863 A.M. (25 agosto 1147).
Durante il suo papato i copti furono perseguitati dai governatori musulmani e dai califfi. Molti furono uccisi o venduti come schiavi. Parecchie chiese de Il Cairo, come la chiesa di San Menas a Haret El Room e la chiesa di El-Zohari, furono saccheggiate e distrutte. Queste furono successivamente ricostruite dal laico copto Abu El-Fakhr Salib Ibn Mikhail. Fu anche in questo periodo (nel 1164) che San Bashnouna fu ucciso dai musulmani.
Secondo la Storia dei patriarchi di Alessandria, l'Imperatore d'Etiopia scrisse a Giovanni nel 1152 per un nuovo abuna o  metropolita, perché Abuna Mikael era troppo anziano; la sua richiesta fu negata. Sebbene il nome dell'Imperatore non sia citato lo studioso Carlo Conti Rossini lo ha identificato come Mara Takla Haymanot,
sostenendo da questo scambio epistolare che la vera ragione della richiesta di un nuovo abuna fosse motivata dal rifiuto di Abuna Mikael al riconoscimento della legittimità della nuova dinastia Zaguè. Papa Giovanni negò questa richiesta e fu successivamente arrestato e imprigionato per due settimane durante il regno del califfo fatimide Al-Zafir.
Durante il papato di Giovanni, alla confessione liturgica fu aggiunta l'espressione che dà la Vita, che divenne: Questo è la Carne che dà la Vita che il Tuo Unigenito Figlio, Nostro Signore, Dio e Salvatore, Gesù il Messia, prese dalla nostra Signora....
Papa Giovanni V morì il giorno 4 di Pashons, 882 A.M. (29 aprile 1166) dopo 18 anni, 8 mesi e 4 giorni sul trono di San Marco.